# Xenoplatyura chaguarama
Xenoplatyura chaguarama är en tvåvingeart som beskrevs av Loïc Matile 1982. Xenoplatyura chaguarama ingår i släktet Xenoplatyura och familjen platthornsmyggor. Inga underarter finns listade i Catalogue of Life.